# 4. ceremonia wręczenia nagród Brytyjskiej Akademii Filmowej
4. ceremonia rozdania nagród Brytyjskiej Akademii Sztuk Filmowych i Telewizyjnych.

## Laureaci

### Najlepszy film
- Wszystko o Ewie
- Asfaltowa dżungla
- Intruz
- Pokłosie wojny
- Na przepustce
- Orfeusz
- Urok szatana

### Najlepszy brytyjski film
- Niebieska lampa
- Chance of a Lifetime
- Morning Departure
- Siedem dni do dwunastej w południe
- State Secret
- The Wooden Horse

### Najlepszy film dokumentalny
- The Undefeated
- Kon-Tiki
- La Montagne est verte
- La Vie commence demain
- Seal Island